# Yōhei Murakawa
Yōhei Murakawa (japanisch 村川 洋平 Murakawa Yōhei; * 1. Mai 1981) ist ein japanischer Leichtathlet, der sich auf das Kugelstoßen spezialisiert hat.

## Sportliche Laufbahn
Erste internationale Erfahrungen sammelte Yōhei Murakawa im Jahr 2009, als er bei den Ostasienspielen in Hongkong mit einer Weite von 17,58 m die Bronzemedaille hinter dem Chinesen Zhang Jun und Chang Ming-huang aus Taiwan gewann. 2011 belegte er dann bei den Asienmeisterschaften in Kōbe mit 17,25 m den achten Platz.
In den Jahren 2004, 2008 und 2011 wurde Murakawa japanischer Meister im Kugelstoßen.

## Persönliche Bestleistungen
- Kugelstoßen: 18,43 m, 2. Juli 2006 in Kōbe
  - Kugelstoßen (Halle): 17,28 m, 19. Februar 2006 in Yokohama